# Mary L. Boas
Pour les articles homonymes, voir Boas.
Mary Layne Boas (1917-2010) est une mathématicienne et professeure de physique américaine, connue comme l'auteure d'un manuel de mathématique Mathematical Methods in the Physical Sciences (en) (1966).

## Éducation et carrière
Elle obtient un bachelor (1938) et une maîtrise (1940) en mathématiques à l'université de Washington, et un doctorat (1948) en physique au Massachusetts Institute of Technology.  
Elle est chargée de cours au département de mathématiques de l'université Duke, puis elle enseigne la physique à l'université DePaul à Chicago jusqu'à sa retraite académique en 1987. Elle s'installe ensuite dans l'État de Washington. 

## Contributions
En 2005, à l'âge de 88 ans, Boas publie la troisième édition de son manuel Mathematical Methods in the Physical Sciences (en), encore utilisé dans les cours de mathématiques en 1999 . Elle crée la bourse de recherche Mary L. Boas à l'Université de Washington en 2008 pour reconnaître les réalisations académiques exceptionnelles des étudiantes en physique.

## Vie privée
Mary Boas est mariée au mathématicien Ralph Philip Boas (1912-1992). Son fils, Harold P. Boas, est également un mathématicien. Elle meurt le 17 février 2010, à son domicile près de Seattle. 